# Кравченко, Борис Евгеньевич
Бори́с Евге́ньевич Кра́вченко (1945—1990) — русский советский прозаик.

## Биография
Родился в семье рабочего. Окончил семилетнюю школу. После окончания строительного училища служил в армии.
После службы в армии работал на лесопункте вальщиком, затем монтажником на буровых установках, бульдозеристом. Жил и работал в Кондопоге.
Первые рассказы Бориса Кравченко были опубликованы в начале 1970-х годов в карельских газетах «Новая Кондопога», «Авангард», «Комсомолец» и журнале «Север». С 1976 года его рассказы начали публиковаться на страницах «Литературной России», «Смены».
В конце 1970-х годов окончил вечернюю школу рабочей молодёжи и поступил на Высшие литературные курсы в Москве.
В 1987 году был принят в Союз писателей.
Умер после тяжёлой болезни.

## Память
В 2006 году Кондопожская центральная районная библиотека организовала «Малые кравченковские чтения». В 2008 году имя Бориса Кравченко присвоено Кондопожской центральной районной библиотеке.

«Он самобытен до мозга костей, пишет лишь о том, что знает по собственному опыту, своими собственными скупыми, точно поставленными фразами».
— Юрий Нагибин

«Не думаю, чтобы можно было научиться писать короткие рассказы. Это уж, как говорится, от Бога. Вот таким талантом в полной мере обладает Борис Кравченко».
— Сергей Воронин

«Проза Кравченко походит на него, она точная, лаконичная, и вся — от начала до конца — исполнена уважения к человеку».
— Владимир Крупин